# Parapoynx andreusialis
Parapoynx andreusialis là một loài bướm đêm trong họ Crambidae.